# Capricci del destino
Capricci del destino è una raccolta di 5 racconti di Karen Blixen, pubblicata nel 1958, l'ultima raccolta prima della scomparsa dell'autrice (altri scritti sono stati pubblicati postumi). Contiene The Diver (1954), Babette's Feast (1950), Tempests (1957), The Immortal Story (1953) e The Ring (1950). Di questi, Tempests appariva qui per la prima volta, The Diver era apparso in danese sulla rivista Vindrosen e gli altri tre erano usciti su Ladies' Home Journal.

## Edizioni
- trad. Paola Ojetti, Milano, Feltrinelli, "Narratori", 1966; "Universale economica" n. 815, 1978; "Impronte" n. 12, 1984; "Universale economica" n. 1041, 1988.